# Kuromido
Kuromido (em japonês: 黒味銅) é uma liga metálica com cobre usada no Japão, tipicamente composta com 99% de cobre e 1% de arsênio metálico,:p. 88  uma das que compõem a classe dos metais irogane.É utilizado na produção de outras ligas e em itens decorativos, assim como no processo denominado mokume-gane.